# Crosslauf-Europameisterschaften 2010
Die 17. Crosslauf-Europameisterschaften der EAA fanden am 12. Dezember 2010 in Albufeira (Portugal) statt.
Der Kurs in dem Ferienresort Aldeia das Açoteias bestand aus einer 1600 m langen Schleife sowie einer kleineren 500 m langen Schleife, die bei allen Rennen außer dem der Männer in den Streckenverlauf eingebaut wurde, um die im Regelwerk vorgeschriebenen Distanzen zu erreichen. Hinzu kamen 270 m zwischen Start und Ziel. Die Männer bewältigten sechs große Runden (9,87 km), die Frauen und U23-Männer vier große und drei kleine Runden (8,17 km), die U23-Frauen und die Junioren drei große und zwei kleine Runden (6,07 km) und die Juniorinnen zwei große und eine kleine Runde (3,970 km).
Der Titelverteidiger Alemayehu Bezabeh war nicht am Start, da er nach der kurz zuvor erfolgten Verhaftung seines Trainers Manuel Pascua im Dopingskandal Fuentes aus dem spanischen Team ausgeschlossen worden war.

## Ergebnisse

### Männer

#### Einzelwertung
| Platz | Athlet            | Land | Zeit (min) |
| ----- | ----------------- | ---- | ---------- |
| 1     | Serhij Lebid      | UKR  | 29:15      |
| 2     | Ayad Lamdassem    | ESP  | 29:18      |
| 3     | Yousef El Kalai   | POR  | 29:19      |
| 4     | Abdellatif Meftah | FRA  | 29:21      |
| 5     | Morhad Amdouni    | FRA  | 29:21      |
| 6     | Andrea Lalli      | ITA  | 29:28      |
| 7     | Eduardo Mbengani  | POR  | 29:29      |
| 8     | Rui Pedro Silva   | POR  | 29:32      |

Von 75 gemeldeten Athleten gingen 74 an den Start und erreichten 71 das Ziel.
Teilnehmer aus deutschsprachigen Ländern:
- 12: Steffen Uliczka (GER), 29:36
- 13: Stéphane Joly (SUI), 29:39
- 22: Philipp Bandi (SUI), 29:51
- 56: Michael Schmid (AUT), 31:29
- 65: Vincent Nothum (LUX), 32:45

#### Teamwertung
| Platz | Land und Athleten                                                          | Gesamtpunktzahl und Einzelplatzierung |
| ----- | -------------------------------------------------------------------------- | ------------------------------------- |
| 1     | Frankreich Abdellatif Meftah Morhad Amdouni Mokhtar Benhari Driss El Himer | 33 04 05 10 14                        |
| 2     | Portugal Yousef El Kalai Eduardo Mbengani Rui Pedro Silva Rui Silva        | 35 03 07 08 17                        |
| 3     | Spanien Ayad Lamdassem Jesús España Ricardo Serrano Francisco Javier López | 58 02 09 19 28                        |

Insgesamt wurden zehn Teams gewertet.

### Frauen

#### Einzelwertung
| Platz | Athletin              | Land | Zeit (min) |
| ----- | --------------------- | ---- | ---------- |
| 1     | Jéssica Augusto       | POR  | 26:52      |
| 2     | Binnaz Uslu           | TUR  | 26:57      |
| 3     | Ana Dulce Félix       | POR  | 26:59      |
| 4     | Fionnuala Britton     | IRL  | 26:59      |
| 5     | Tetjana Holowtschenko | UKR  | 27:04      |
| 6     | Marisa Barros         | POR  | 27:06      |
| 7     | Hatti Dean            | GBR  | 27:08      |
| 8     | Alessandra Aguilar    | ESP  | 27:09      |

Von 49 gemeldeten und gestarteten Athletinnen erreichten 47 das Ziel.
Teilnehmerinnen aus deutschsprachigen Ländern und Regionen:
- 30: Veronica Pohl (GER), 28:35
- 43: Agnes Tschurtschenthaler (ITA), 29:48
- 45: Tamara Winkler (SUI), 30:18

#### Teamwertung
| Platz | Land und Athletinnen                                                           | Gesamtpunktzahl und Einzelplatzierung |
| ----- | ------------------------------------------------------------------------------ | ------------------------------------- |
| 1     | Portugal Jéssica Augusto Ana Dulce Félix Marisa Barros Sara Moreira            | 19 01 03 06 09                        |
| 2     | Vereinigtes Königreich Hatti Dean Louise Damen Stephanie Twell Helen Clitheroe | 65 07 17 20 21                        |
| 3     | Spanien Alessandra Aguilar Diana Martín Nuria Fernández Irene Pelayo           | 72 08 14 16 34                        |

Insgesamt wurden sieben Teams gewertet.

### U23-Männer

#### Einzelwertung
| Platz | Athlet             | Land | Zeit (min) |
| ----- | ------------------ | ---- | ---------- |
| 1     | Sidi-Hassan Chahdi | FRA  | 24:11      |
| 2     | Florian Carvalho   | FRA  | 24:14      |
| 3     | Jegor Nikolajew    | RUS  | 24:15      |

Von 102 gemeldeten und gestarteten Athleten erreichten 96 das Ziel.
- 10: Florian Orth (GER), 24:44
- 18: Fynn Schwiegelshohn (GER), 24:55
- 31: Richard Ringer (GER), 25:11
- 46: Andreas Vojta (AUT), 25:32
- 47: Valentin Pfeil (AUT), 25:33
- 70: Marcel Berni (SUI), 25:59
- 75: Hagen Brosius (GER), 26:10
- 86: Andreas Kempf (SUI), 26:34
- 92: Christoph Sander (AUT), 27:01
- 94: Jürgen Aigner (AUT), 27:18

#### Teamwertung
| Platz | Land und Athleten                                                                 | Gesamtpunktzahl und Einzelplatzierung |
| ----- | --------------------------------------------------------------------------------- | ------------------------------------- |
| 1     | Irland David McCarthy Brendan O’Neill Michael Mulhare David Rooney                | 60 11 13 16 20                        |
| 2     | Frankreich Sidi-Hassan Chahdi Florian Carvalho Abdelatif Hadjam Etienne Diemunsch | 78 01 02 24 51                        |
| 3     | Spanien Sebastián Martos Antonio Abadía Javier García Víctor Corrales             | 79 12 14 26 27                        |

Insgesamt wurden 16 Teams gewertet. Die deutsche Mannschaft kam mit 134 Punkten auf den achten, die österreichische Mannschaft mit 279 Punkten auf den 15. Platz.

### U23-Frauen

#### Einzelwertung
| Platz | Athletin        | Land | Zeit (min) |
| ----- | --------------- | ---- | ---------- |
| 1     | Cristina Jordán | ESP  | 20:17      |
| 2     | Emma Pallant    | GBR  | 20:28      |
| 3     | Hanna Nosenko   | UKR  |            |

Die ursprüngliche Gewinnerin Meryem Erdoğan (20:08 min) aus der Türkei wurde wegen Unregelmäßigkeiten im Blutprofil nachträglich disqualifiziert. Von 65 gemeldeten Athletinnen gingen 64 an den Start und erreichten 61 das Ziel.
Teilnehmerinnen aus deutschsprachigen Ländern:
- 19: Jana Sussmann (GER), 21:13
- 23: Anna Hahner (GER), 21:19
- 32: Lisa Hahner (GER), 21:39
- 33: Maren Kock (GER), 21:46
- 39: Ursula Gatzweiler (GER), 21:57
- 42: Céline Hauert (SUI), 22:04
- 47: Mareike Schrulle (GER), 22:15
- 58: Tanja Eberhart (AUT), 22:56
- DNS: Anita Baierl (AUT)

#### Teamwertung
| Platz | Land und Athletinnen                                                               | Gesamtpunktzahl und Einzelplatzierung |
| ----- | ---------------------------------------------------------------------------------- | ------------------------------------- |
| 1     | Vereinigtes Königreich Emma Pallant Natalie Gray Emily Pidgeon Sarah Waldron       | 47 03 07 16 21                        |
| 2     | Russland Jekaterina Gorbunowa Natalja Wlassowa Ljudmila Lebedewa Alfija Chassanowa | 49 09 12 13 15                        |
| 3     | Ukraine Anna Nossenko Wiktorija Pohorjelska Olha Skrypak Ljudmyla Kowalenko        | 65 04 08 17 36                        |

Insgesamt wurden acht Teams gewertet. Die deutsche Mannschaft kam mit 107 Punkten auf den fünften Platz.

### Junioren

#### Einzelwertung
| Platz | Athlet              | Land | Zeit (min) |
| ----- | ------------------- | ---- | ---------- |
| 1     | Abdelaziz Merzougui | ESP  | 18:07      |
| 2     | Nemanja Cerovac     | SRB  | 18:07      |
| 3     | Rui Pinto           | POR  | 18:09      |

Von 104 gemeldeten und gestarteten Athleten erreichten 99 das Ziel.
Teilnehmer aus deutschsprachigen Ländern:
- 19: Tom Gröschel (GER), 18:36
- 37: Timo Benitz (GER), 19:02
- 51: Simon Rohrbach (SUI), 19:12
- 63: Janik Niederhauser (SUI), 19:20
- 71: Severin Sager (SUI), 19:30
- 73: Stig Rehberg (GER), 19:32
- 77: Simon Boch (GER), 19:39
- 79: Otto Peetz (GER), 19:42
- 87: Jonas Fahrni (SUI), 19:53
- DNF: Marcel Fehr (GER)

#### Teamwertung
| Platz | Land und Athleten                                                             | Gesamtpunktzahl und Einzelplatzierung |
| ----- | ----------------------------------------------------------------------------- | ------------------------------------- |
| 1     | Vereinigtes Königreich Ryan Saunders Jonathan Hay John McDonnell Andrew Combs | 62 10 14 16 22                        |
| 2     | Portugal Rui Pinto Emanuel Rolim José Costa Nuno Santos                       | 74 03 21 24 26                        |
| 3     | Russland Andrei Russakow Wiktor Sajenko Ilgisar Safiullin Nikolai Ljalikow    | 83 06 15 30 32                        |

Insgesamt wurden 17 Teams gewertet. Die deutsche Mannschaft kam mit 206 Punkten auf den zwölften, die Schweizer Mannschaft mit 272 Punkten auf den 15. Platz.

### Juniorinnen

#### Einzelwertung
| Platz | Athletin         | Land | Zeit (min) |
| ----- | ---------------- | ---- | ---------- |
| 1     | Charlotte Purdue | GBR  | 12:42      |
| 2     | Amela Terzić     | SRB  | 12:59      |
| 3     | Emelia Gorecka   | GBR  | 13:00      |

Von 76 gemeldeten Athletinnen gingen 75 an den Start und 74 erreichten das Ziel.
Teilnehmerinnen aus deutschsprachigen Ländern:
- 5: Corinna Harrer (GER), 13:08
- 11: Gesa Felicitas Krause (GER), 13:22
- 18: Maya Rehberg (GER), 13:43
- 19: Jannika John (GER), 13:44
- 21: Elena Burkard (GER), 13:47
- 29: Jennifer Wenth (AUT), 13:58
- 41: Tiffany Langel (SUI), 14:11
- 50: Regula Wyttenbach (SUI), 14:20
- 63: Regina Neumeyer (GER), 14:40
- DNS: Priska Auf der Maur (SUI)

#### Teamwertung
| Platz | Land und Athletinnen                                                                 | Gesamtpunktzahl und Einzelplatzierung |
| ----- | ------------------------------------------------------------------------------------ | ------------------------------------- |
| 1     | Vereinigtes Königreich Charlotte Purdue Emelia Gorecka Lily Partridge Annabel Gummow | 23 01 03 09 10                        |
| 2     | Deutschland Corinna Harrer Gesa Felicitas Krause Maya Rehberg Jannika John           | 53 05 11 18 19                        |
| 3     | Rumänien Ioana Doagă Mirela Lavric Anca Maria Bunea Dana Elena Login                 | 64 08 14 16 26                        |

Insgesamt wurden elf Teams gewertet.